# Theodor Arendt
Theodor Arendt, född 1860, död 1928, var en tysk geofysiker.
Arendt var 1909-1924 avdelningschef vid Preussische Meteorologische Institut och utgav institutets Ergebnisse der Gewitterbeobachtungen. Arendt har företagit undersökningar över luftelektirciteten och optiska fenomen i atmosfären.